# LILO
LILO（リロ、ライロウ）はLinuxに使われるブートローダである。LInux LOaderからこの名が取られている。
Linux標準のブートローダとして昔から使用されている。Windowsなど別のオペレーティングシステムもブートできる。ブートイメージの保存場所をディレクトリ構造ではなくセクタ位置（ハードディスク上の物理的な位置）として認識する。
そのためカーネルを再構築するなどしてブートイメージを作り直した場合やLILOの設定ファイルlilo.confを変更した場合は、LILOへそれを報告しなければならない。そのためのコマンドが/sbin/liloコマンドである。このコマンドによってブートイメージの新しいセクタやlilo.confの内容がLILOへ報告される。このコマンドを実行し忘れるとブートイメージを読み込めなくなって起動に失敗したり、lilo.confの内容が全く反映されなかったりといったことが起こる。
LILOは2000年以後主流のGRUBと違いシェルを持っていない。
現LILO開発者は、2015年12月をもって開発を終了し、その後は後継者を募集している。